# José Tomás (guitarrista)
José Tomás Pérez Sellés (Alicante, 26 de agosto de 1934 - 7 de agosto de 2001) fue guitarrista clásico y profesor. Es considerado como uno de los grandes maestros de la guitarra del siglo XX y su influencia fue trascendental para la evolución de la técnica guitarrística durante la segunda mitad del siglo XX. Fue profesor de muchos guitarristas de todo el mundo.

## Biografía
José Tomás comenzó sus estudios junto al compositor Óscar Esplá. De este autor transcribió para guitarra la sonata para piano Levante y también realizó el redescubrimiento  de Tempo di sonata, que estrenó en 1978. Tomás fue un guitarrista autodidacta, aunque completaría sus estudios con Regino Sainz de la Maza, Emilio Pujol,  y  Alirio Díaz. Por recomendación de Díaz estudió con  Andrés Segovia en Siena. Después de Siena Tomás se convirtió en su asistente en los cursos de Música en Compostela. Su nieta es Leticia Pérez.
En 1961 ganó el primer premio en el Concurso Internacional de Guitarra de Orense fundado por Segovia. Aunque su verdadera aportación al mundo de la guitarra la hizo a través de la enseñanza del instrumento. En su Alicante natal fue catedrático del Conservatorio Superior de Música "Óscar Esplá", durante décadas. Desde mediados de los 70, fue asistente primero y más tarde también sucesor de Segovia en los cursos de Música en Compostela.
Como concertista fue conocido por su envidiable sonido y sus dotes interpretativas. También son conocidas sus transcripciones, especialmente de la música del  Renacimiento y el Barroco sin sacrificar notas. Para ello tuvo que inventar una guitarra de  ocho cuerdas, hecha expresamente para él por el constructor  José Ramírez III. Las dos cuerdas extras le permitían tocar música compuesta originalmente para laúd. "Pragmático y erudito, pero humilde al mismo tiempo", recibió multitud de guitarristas que le visitaban de todas partes del mundo buscando sus consejos. Entre algunos de los más célebres se encuentran Edoardo Catemario, Manuel González, Ahmet Kanneci, Thomas Müller-Pering, Yoshimi Otani, Ignacio Rodes, David Russell, Rafael Serrallet, Raphaella Smits y Carles Trepat.
El Conservatorio Profesional de Música Guitarrista José Tomás de Alicante adoptó este nombre en su honor, así como el Concurso Internacional de Guitarra Clásica "José Tomás - Villa de Petrer".